# Tetranchyroderma tentaculatum
Tetranchyroderma tentaculatum is een buikharige uit de familie Thaumastodermatidae. Het dier komt uit het geslacht Tetranchyroderma. Tetranchyroderma tentaculatum werd in 1993 voor het eerst wetenschappelijk beschreven door Rao. 